# Hrabství Kilkenny
Hrabství Kilkenny (irsky Contae Chill Chainnigh, anglicky County Kilkenny) je irské hrabství, nacházející se na jihovýchodě země v bývalé provincii Leinster. Sousedí s hrabstvím Laois na severu, s hrabstvími Carlow a Wexford na východě a s hrabstvím Tipperary na západě a hrabstvím Waterford na jihu.
Hlavním městem hrabství je Kilkenny. Hrabství má rozlohu 2072 km² a žije v něm přibližně 99 tisíc obyvatel.
Dvoupísmenná zkratka hrabství, používaná zejména na SPZ, je KK.